# Спомени на Арсени Костенцев
„Спомени на Арсени Костенцев“ са автобиографично издание за дейността на автора в църковно-националните борби в Македония и Тракия.
По настояване главно на митрополит Методий Кусев Арсени Костенцев пише спомените си, които излизат от печат през 1917 година. Автор на предговора е Иван Вазов.